# Семигинів
Семиги́нів — село Стрийського району Львівської області, розташоване на правому березі річки Стрий біля підніжжя Карпат. Семигинів — одне з найстаріших сіл Стрийського району, перша письмова офіційна згадка датується 1371 роком (дані із книги «Історія міст і сіл УРСР», Київ 1968 р.). Межує з селами Жулин, Верхня Лукавиця, Розгірче, Гірне, Любинці. Неподалік від села розташоване заповідне урочище «Семигинів».
Населення села — близько 1513 людей. На даний час в селі повноцінно функціонують Загальноосвітня школа 1-3 ступенів, дитячий садок, пошта та медпункт. На території села є невеличкий парк, діють 4 продуктові магазини та відділення Нової пошти.

## Історія
Назва села походить з легенди про сім братів, які під час татарських нападів загинули на цій місцевості у боротьбі із ординцями. Там де «семий згинув» — говорили після битви місцеві жителі, що згодом перейшло в «Семигинів».
Про побут доісторичної людини на теренах села свідчить стародавній курганний могильник кінця ІІІ-початку ІІ тисячоліття до нової ери, що належить до підкарпатської культури.
Із архівів вдалось встановити колишніх власників села (пани Семигинівські) — Іван Голубей (1460—1490 рр.) та пан Баранський.
У 1620 р. татари дощенту спалили Семигинів, а людей забрали в полон або вигубили. Поступово село відродилось. Селяни займались рільництвом, тваринництвом, ремеслами, інколи риболовством. За панщини вони мусили безплатно працювати на пана від 6 до 3 днів (1 особа з двору), платити податок натурою і грішми, возити на ярмарок панське збіжжя, виконувати різні роботи «на гвалт».
У XVIII — на початку XIX ст. селяни справляли дерево річкою  Стриєм для будівництва річкових суден.
Наприкінці XVII ст. в селі було 108 хат, млин та 2 корчми.
- у 1880 р. було 202 хати, налічувалось 848 українців, 22 поляки, 35 німців, 33 жиди;
- у 1924 р. 219 хат, 885 українців, 41 поляк, 10 німців, 15 жидів;
- у 1935 р. — 915 українців, 41 поляк, 11 німців, 10 жидів;
- у 1939 р. налічувалось 1440 осіб: 1280 українців, 10 поляків, 90 латинників, 10 жидів, 50 німців та інших.;
- до 1939 р. було 2 млини, кузня, крамниця, шпихлір, олійня, молочарня. Поблизу села добували нафту. У 2008 р. проживало 1053 особи: 1051 українець, 2 азербайджанці.

За СССР до 1959 р. село належало до Сколівського району. В 1959 р. було створено Семигинівську сільську раду, ліквідовану і приєднану до Жулинської сільської ради. За України сільську раду було відновлено. Загальна площа земельних угідь — 1 тис. 624 гектари.
Першу 1-класну школу відкрито в 1880 р., у 1909 р. розширену до 2-класної, навчалось 118 дітей, у 1935 р. — до 3-класної, навчалось 220 дітей. У 1981 р. споруджено нове приміщення школи 1-3 ступенів: 29 вчителів, 14 технічних працівників, 134 учні.
Першу читальню «Просвіти» відкрито в 1909 р. При читальні був хор, драматичний гурток, бібліотека, дитячий садок. Існували осередки товариств «Просвіта», «Молода Просвіта», Союз українок, «Сокіл» (створ. в 1924 р.), «Сільський господар», Церковне братство, Братство Апостольства молитви. У 1993 р. споруджено Народний дім. При ньому відновлено осередок Союзу українок та до сьогодні діє бібліотека та драмгурток.
В 2010 році завдяки ініціативі та фінансуванню сільських мешканців вийшла книга «Історія села Семигинів від найдавніших часів до 1939 року» — автор Василь Лаба.

## Політика

### Парламентські вибори, 2019
На позачергових парламентських виборах 2019 року у селі функціонувала окрема виборча дільниця № 461492, розташована у приміщенні будинку культури.
Результати
- зареєстровано 815 виборців, явка 67,98%, найбільше голосів віддано за партію «Голос» — 21,12%, за «Європейську Солідарність» — 20,22%, за «Слугу народу» — 19,86%.[1] В одномандатному окрузі найбільше голосів отримав Андрій Гергерт (Всеукраїнське об'єднання «Свобода») — 24,37%, за Андрія Кота (самовисування) — 22,38%, за Олега Канівця (Громадянська позиція) — 12,27%[2].

## Спорт
Найбільш популярний і розвинутий вид спорту — футбол. Сільський футбольний клуб «Юність» досить успішно виступає в чемпіонаті Стрийського району де з року в рік стабільно входить в трійку кращих сільських футбольних команд Стрийщини.

## Релігія
Основною релігією є християнство. В селі знаходиться греко-католицька дерев'яна церква Воздвиження Чесного Хреста. При церкві діють спільноти «Апостольство молитви», «Матері в молитві», «Вівтарне братство», а також місцевий церковний хор.
Храмовий празник — свято Воздвиження Чесного Хреста 27 вересня.

## Історичні пам'ятки
- Дерев'яний Храм Воздвиження Чесного Хреста. Будівництво церкви за словами дослідника дерев'яних церков Василя Слободяна, почали будувати в 1938 р. на місці попередньої дерев'яної церкви, яка була з 1892 р., а освятили 16 листопада 1941 р. Церква Воздвиження Чесного Хреста є пам'яткою сакральної архітектури місцевого значення та внесена до реєстру пам'яток архітектури місцевого значення за охоронним номером 2051-м. Під церквою є символічна могила-насип з встановленим хрестом на честь мешканців села, які загинули в УГА в 1918—1921 рр.. Перелік даних осіб: Якимець А., Струк Й., Грайко М., Золотуха А., Золотуха (?), Думанський В., Олійник О., Яцишин І., Возьний В., Хом'як І., Хом'як В., Білоус М., Шукатка Т., Левкович М., Нагурська В., Попович Й., Мельник Й..
- Пам'ятний знак на честь 2000-ліття Різдва Христового, встановлений у 2000 р. Знаходиться при дорозі обабіч церкви.
- Сільська каплиця — збудована з нагоди першого року незалежності України 01.11.1992 р.
- Пям'ятник летунам, полеглим під час Другої світової війни на території села. Пам'ятник зведений у 1967 р. знаходиться в самому центрі Семигинова.
- Сільцький цвинтар. Умовно поділений на 2 частини — «Старий цвинтар» та «Новий цвинтар». На «Старому цвинтарі» є багато закинутих могил ще за часів ІІ Світової Війни. При вході знаходиться невеликий па'мятник борцям за волю України у роки II Світової війни.
- Меморіал синам Семигинова, які загинули у боротьбі за незалежність України. Це найновіша сільська пам'ятка зведена в 2007 р.

| №  | П. І. Б.          | становище          | рік загибелі |  | №  | П. І. Б.        | становище  | рік загибелі |
| -- | ----------------- | ------------------ | ------------ |  | -- | --------------- | ---------- | ------------ |
| 1  | Возний Є. Є.      | повстанець         | 1944         |  | 15 | Лех О. П.       | повстанець | 1948         |
| 2  | Возний Й. О.      | повстанець         | 1944         |  | 16 | Олійник В. Г.   | повстанець | 1949         |
| 3  | Волошин Р. В.     | герой-мученик      | 1949         |  | 17 | Олійник І. В.   | повстанець | 1948         |
| 4  | Гадюр В. М.       | повстанець         | 1948         |  | 18 | Олійник М. І.   | повстанець | 1950         |
| 5  | Гоба Й. Г.        | повстанець         | 1947         |  | 19 | Олійник П. І.   | полковник  | 1950         |
| 6  | Грайко М. С.      | повстанець         | 1948         |  | 20 | Пицко В. М.     | повстанець | 1947         |
| 7  | Какось В. Й.      | повстанець         | 1949         |  | 21 | Пицко Ю. М.     | повстанець | 1947         |
| 8  | Какось І. Й.      | повстанець         | 1945         |  | 22 | Попович О. П.   | повстанець | 1945         |
| 9  | Когут В. А.       | референт           | 1951         |  | 23 | Романишин І. А. | повстанець | 1945         |
| 10 | Когут Й. А.       | кущовий            | 1944         |  | 24 | Росоленко М. І. | повстанець | 1945         |
| 11 | Когут М. А.       | повстанець         | 1949         |  | 25 | Стельмах І. І.  | повстанець | 1948         |
| 12 | Козловський Й. М. | повстанець         | 1949         |  | 26 | Тарак Г.        | повстанець | 1948         |
| 13 | Кравець І. В.     | повстанець         | 1945         |  | 27 | Шабан Т. І.     | повстанець | 1945         |
| 14 | Кульчицький О.    | окружний провідник | 1949         |  | 28 | Шукатка М. І.   | повстанець | 1945         |

## Традиції
Найяскравіше сільські традиції вирижаються під час Різдвяних свят. Протягом всіх трьох днів свят по селі ходить різдвяний вертеп, який формують діти. Незалежно від вертепу селом бігають діти-перебранці в костюмах чортів, жидів, смерті та баби. Також протягом трьох днів у післяобідній та вечірній час збирається сільська громада і разом із місцевими музикантами гуртом колядують, йдучи з хати в хату. Таким чином протягом трьох днів свят, колядники відвідують всі сільські будинки і кожен мешканець чує гучну коляду. Неофіційним музичним символом такого прекрасного заходу є величезний бубон.

## Відомі люди
- Базів Василь Андрійович — політолог, посол, журналіст
- Золотуха Михайло Михайлович — композитор, співак, музикант
- Кітела Ярослав Іванович — заслужений художник України